# Terpenoide

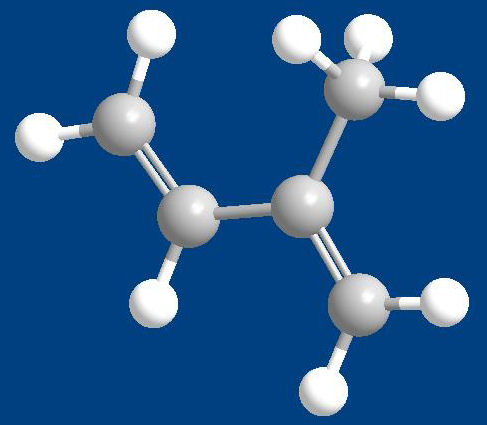
Estructura molecular de l'isoprè, la unitat química dels terpenoides

Els terpenoides, anomenats també isoprenoides, són una vasta i diversa classe de compostos orgànics similars als terpens, formats per unitats de 5 carbonis d'isoprè (isopentenil difosfat), acoblades i modificades de moltes maneres diferents. La majoria tenen estructures multicícliques, les quals diferixen entre si no sols en grup funcional sinó també en el seu esquelet bàsic de carboni.
Aquests lípids es troben en qualsevol classe d'éssers vius i són biosintetitzats a les plantes (a través de la ruta del mevalonat), on són importants en nombroses interaccions biòtiques (Goodwin 1971). En les plantes els terpenoides compleixen moltes funcions primàries: alguns pigments carotenoides són formats per terpenoides, també formen part de la clorofil·la i les hormones giberel·lina i àcid abscísic. Els terpenoides també compleixen una funció d'augmentar la fixació d'algunes proteïnes a les membranes cel·lulars, la qual cosa és coneguda com a isoprenilació. Els esteroides i esterols són produïts a partir de terpenoides precursors.
Els terpenoides de les plantes són extensament usats per les seues qualitats aromàtiques. Juguen un rol important en la medicina tradicional i en els remeis herbolaris, i s'estan investigant els seus possibles efectes antibacterians i altres usos farmacèutics. Estan presents, per exemple, en les essències de l'eucaliptus, els sabors del clavell d'espècia i el gingebre. També el citral, mentol, càmfora i els cannabinoides són terpenoides.

## Origen del nom i la classificació
Els terpens són hidrocarburs que resulten de la combinació de nombroses unitats d'isoprè. Els terpenoides poden ser considerats com a terpens modificats, en els quals s'han ressituat o eliminat grups metil o bé se'ls ha afegit àtoms d'oxigen.
Alguns autors usen el terme terpé per a referir-se també als terpenoides. Malgrat que se'ls classifica junts, els terpenoides són un grup gran i estructuralment divers de compostos que en principi són compostos secundaris de les plantes (Goodwin 1971).
La classificació dels terpenoides segons la seua estructura química és semblant a la dels terpens, els quals són classificats basant-se en el nombre d'unitats isopré presents i en el cas dels triterpenoides, si estan enllustrats. Es classifiquen en:
- Monoterpenoides. Terpenoides de 10 carbonis.
- Sesquiterpenoides. Terpenoides de 15 carbonis.
- Diterpenoides. Terpenoides de 20 carbonis.
- Triterpenoides. Terpenoides de 30 carbonis.
- Esteroides. Triterpens basats en el sistema d'anells ciclopentanoperhidrofenantré ("cyclopentane perhydro-phenanthrene ring system").

## Rol dels terpenoides en botànica sistemàtica
Alguns tipus de terpenoides van ser extensament utilitzats en Botànica Sistemàtica per a establir relacions de parentiu entre taxons d'organismes. Alguns d'ells són:
- Els olis essencials són característics dels ordres Magnolials, Laurals, Austrobaileials, i Piperals, i també d'altres taxons poc emparentats amb aquests, com Mirtàcies, Rutàcies, Apials, Lamiàcies, Verbenàcies i Asteràcies.
- Les lactones sesquiterpèniques són conegudes principalment en les Asteràcies, però també estan presents en altres famílies, com Apiàcies, Magnoliàcies i Lauràcies.
- La betulina és un triterpenoide present en Betula papyrifera i espècies relacionades.
- Les saponines triterpèniques estan presents en les Apiaceae i Pittosporaceae.
- Els limonoides i cuasinoides són derivats de triterpenoides presents en Rutaceae, Meliaceae i Simaroubaceae dels Sapindales.
- Els cardenòlids són glucòsids d'un esteroide, estan presents en les Ranunculàcies, Euforbiàcies, Apocinàcies, Liliàcies i Plantaginàcies.
- Els iridoides són derivats de monoterpenoides de 9 o 10 carbonis, i usualment estan presents com glucòsids. Els secoiridoides estan presents en moltes famílies de les astèrides, com ara dins dels ordres de les gencianals, les dipsacals les cornals i les asterals. Els iridoides carbocíclics són característics de les Lamials, excepte Oleàcies, Tetracondràcies i Gesneriàcies.